# José Altuve
José Carlos Altuve, född den 6 maj 1990 i Maracay, är en venezuelansk professionell basebollspelare som spelar för Houston Astros i Major League Baseball (MLB). Altuve är andrabasman.
Altuve, som bara är 168 centimeter lång, vann World Series med Astros 2017 och vann American Leagues Most Valuable Player Award samma säsong. Han har tagits ut till åtta all star-matcher och ett All-MLB Second Team. Han har också vunnit fem Silver Slugger Awards, en Gold Glove Award och en Hank Aaron Award. Tre gånger har han haft högst slaggenomsnitt i American League och två gånger flest stulna baser.